# Paardenprocessie Hakendover

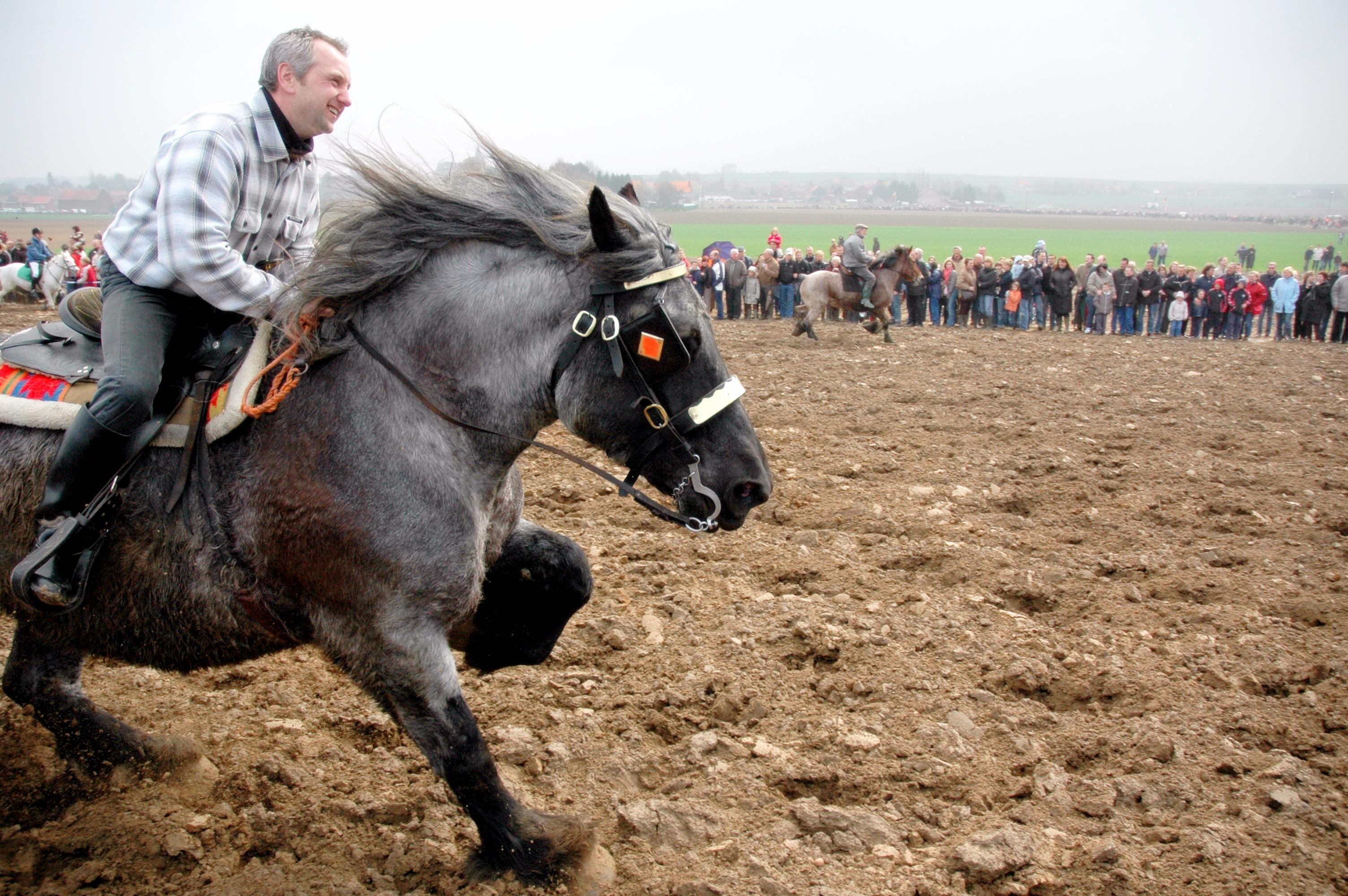
Paardenprocessie te Hakendover op paasmaandag.

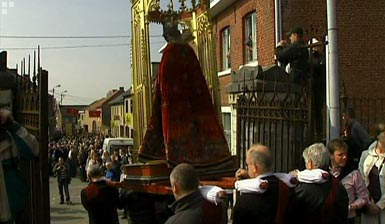
Processie te Hakendover op paasmaandag.

In de Lage Landen is de bekendste paardenprocessie wellicht die van Hakendover, die op paasmaandag plaatsvindt.

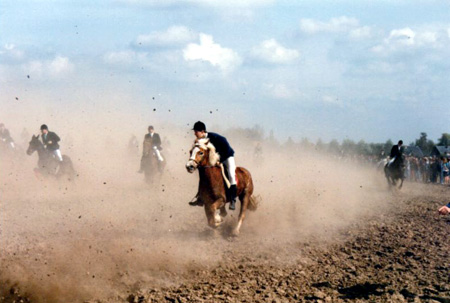
Paarden in Hakendover.

## Legende(s)
De bouwlegende van Hakendover werd in 1432 voor het eerst 'officieel' opgetekend door drie kerkmeesters. Naar alle waarschijnlijkheid combineerden ze verhalen uit de mondelinge overlevering met een aantal andere verhaalmotieven en historische elementen om hun verhaal wat kracht bij te zetten.

Volgens het verhaal werd de kerk van Hakendover gesticht in 690. In dat jaar zouden drie vrome maagden besloten hebben een kerk te bouwen voor de Goddelijke Zaligmaker. Nadat de kerk tweemaal bij nacht was afgebroken door engelen (sommige verhalen spreken over de duivel), gebeurde er op de dertiende dag na Driekoningen een wonder. Een engel leidde de maagden naar een plaats waar de natuur -ondanks de wintertijd- in volle bloei stond. In een boom zat een vogel met een brief van God in zijn rechterpoot: "Op deze plaats wil ik mijn kerk bouwen." Tijdens de werkzaamheden waren er telkens dertien werklieden aanwezig, bij de uitbetaling slechts twaalf. Die dertiende werkman was God zelf.

Middeleeuwse mirakelverhalen vertellen dat vele 'bedevaarders' hier wonderbaarlijk genazen en dat mensen zelfs uit de dood opstonden.

## Winterbedevaart
Ter ere van de "Goddelijke Zaligmaker" (god zelf) gaat jaarlijks op 16 en 17 januari de winterbedevaart, genaamd het "Dertienmaal". Dit is een tocht dwars door de akkers tussen de kerk van Hakendover en de Onze-Lieve-Vrouw-ten-Steenkapel te Grimde (waar de drie maagden zouden begraven liggen), dertien keer heen en weer, in totaal ongeveer 40 km. Gelijkaardige bedevaarten vond men vroeger o.a. in Zepperen.

## Kerkwijding en paardenprocessie
Op de eerste zondag volgend op 16 januari wordt het feest van de kerkwijding gevierd, in de volksmond vervormd tot "Hakendoverwijn".

Tweede feestdag voor de parochie is paasmaandag, dan gaat de beroemde paardenprocessie eveneens dwars door de velden. Op de Tiense Berg verzamelen duizenden bedevaarders (sinds eind vorige eeuw vooral Nederlanders) zich en de circa 200 (soms meer) paarden beginnen hun stormloop rond het volk. De paardenprocessie is in deze tijd ook lang geen puur 'religieus' gebeuren meer. De pelgrims van weleer ruimen stilaan plaats voor dagjesmensen en toeristen. Midden jaren 90 werd in Turnhout officieel een punt gezet achter de organisatie van de bedevaart van Turnhout naar Hakendover. De bedevaart vanuit het katholieke zuiden van Nederland (omgeving van Tilburg, Breda, Boxtel...) houdt vooralsnog stand.

De paardenprocessie op zich is niet uniek in Europa. Sinds 2022 staat de processie op de Inventaris Immaterieel Cultureel Erfgoed Vlaanderen.

## Oorsprong
Over de precieze oorsprong van legende en bedevaart tasten we in het duister. De kerk van Hakendover beschikte over geen relikwieën en de bouwlegende moest dit gebrek opvangen. Toch is de legende zeker meer dan alleen maar een "uitvinding" van middeleeuwse kerkmeesters die hun kerk aantrekkelijk wilden maken voor bedevaarders. Zowel de legende als de processie bevatten immers sporen van vroeg-middeleeuwse en zelfs voorchristelijke elementen. Terwijl heel wat middeleeuwse bedevaartplaatsen gebouwd zijn rond een bron of een boom, zijn in Hakendover meerdere 'elementen' aanwezig. Bedevaarders nemen takjes van een boom, water van de bron en grond van het kerkhof mee.
Sommigen zien in de paardenprocessie een soort van vruchtbaarheidsritus. Deze veronderstelling is niet zo gek als we bedenken dat we hier aan de poorten staan van het vruchtbare Haspengouw. De Tiense Berg waar de stormloop van de paarden plaatsvindt, vormt als het ware de grens tussen Hageland en Haspengouw.

Prehistorische vondsten en de aanwezigheid van een Romeinse heerbaan en grafheuvels (tumuli) wijzen op een vroege bewoning van het dorp Hakendover.